# Maffrécourt
Maffrécourt ist eine französische Gemeinde mit 57 Einwohnern (Stand 1. Januar 2022) im Département Marne in der Region Grand Est. Sie gehört zum Arrondissement Châlons-en-Champagne und zum Kanton Argonne Suippe et Vesle. 

## Lage
Die Gemeinde Maffrécourt liegt im Osten der Trockenen Champagne und südwestlich der Argonnen.
Nachbargemeinden
| Dommartin-sous-Hans |                                             | La Neuville-au-Pont |
|                     | Kompassrose, die auf Nachbargemeinden zeigt |                     |
| Valmy               | Braux-Sainte-Cohière                        | Chaudefontaine      |

## Bevölkerungsentwicklung
| Jahr                       | 1962 | 1968 | 1975 | 1982 | 1990 | 1999 | 2008 | 2018 |
| -------------------------- | ---- | ---- | ---- | ---- | ---- | ---- | ---- | ---- |
| Einwohner                  | 102  | 69   | 63   | 55   | 54   | 57   | 60   | 58   |
| Quellen: Cassini und INSEE |      |      |      |      |      |      |      |      |

## Sehenswürdigkeiten
- Kirche Saint-Nicolas
- Wasserturm